# Jeff Zeleny
Jeffrey Dean Zeleny (pronunciado /ˈd͡ʒɛfɹi diːn ˈzɛləni/; Exeter, Nebraska, 10 de junio de 1973)  es un periodista estadounidense que trabaja para CNN en la Casa Blanca. Fue corresponsal en Washington para ABC News. Ganó un premio Pulitzer por su trabajo en el Chicago Tribune.

## Biografía
Zeleny nació en el hogar de Diane Naomi Yeck y Robert Dean Zeleny. Tiene dos hermanos mayores: James Robert Zeleny y Michael Jon Zeleny; los tres crecieron en la finca familiar. Es de ascendencia checa, zelený significa ‘verde’ en tal idioma.
Cursó sus estudios secundarios en la escuela pública Exeter High School. En aquella época fue reportero deportivo del diario York News-Times del vecino condado de York.
Hizo las carreras de periodismo y ciencias políticas en la Universidad de Nebraska-Lincoln. En su etapa universitaria fue el editor del periódico estudiantil Daily Nebraskan y trompetista en la célebre banda de marcha de la institución (University of Nebraska Cornhusker Marching Band).

## Carrera
Tras ser pasante en varios medios de prensa escrita como el Wall Street Journal, el Florida Times-Union de Jacksonville y el Arkansas Democrat-Gazette de Little Rock, Zeleny trabajó para el  Register de Des Moines (Iowa) entre 1996 y 2000.  Aunque al principio solo tuvo en mente ser periodista deportivo, la importancia de las asambleas partidistas de Iowa lo condujo a convertirse en especialista político.
A partir de 2000 trabajó en el Chicago Tribune. Cubrió para tal medio de prensa las campañas políticas de las elecciones de 2000 y 2004. En 2001 su equipo periodístico ganó el Pulitzer de Reportaje Explicativo por su trabajo sobre una serie de problemas nacionales en el control del tráfico aéreo.
Entre 2006 y 2013 trabajó como periodista político en el New York Times; fue el principal reportero de tal medio en cubrir las elecciones de 2012. En una conferencia de prensa de Barack Obama por los 100 primeros días de su administración en 2009, Zeleny le preguntó qué era lo que más le había «sorprendido, preocupado, encantado y dado una lección de humildad», lo que atrajo gran atención por parte de la prensa.
Pasó a ABC News en febrero de 2013 como corresponsal de Washington. Se unió a CNN en marzo de 2015, y en enero de 2017 fue promovido a corresponsal senior de la Casa Blanca, posición que ejerce con Jim Acosta.